# Domingo Pérez
Domingo Pérez (7. června 1936, Paysandú – 16. srpna 2024) byl uruguayský fotbalista, záložník.

## Klubová kariéra
Hrál za Rampla Juniors, CA River Plate, Nacional Montevideo, River Plate Montevideo a Club Necaxa. S Nacionalem získal dva mistrovské tituly. V Poháru osvoboditelů nastoupil ve 26 utkáních a dal 7 gólů. Za reprezentaci Uruguaye nastoupil v letech 1959–1967 ve 29 utkáních a dal 6 gólů. Byl členem uruguayské reprezentace na Mistrovství světa ve fotbale 1962, nastoupil ve 3 utkáních. Byl členem uruguayské reprezentace na Mistrovství světa ve fotbale 1966, nastoupil ve 4 utkáních. Byl členem vítězné uruguayské reprezentace na Mistrovství Jižní Ameriky ve fotbale 1959 a 1967.

## Ligová bilance
| Ročník                    | Zápasy | Góly | Klub                   |
| ------------------------- | ------ | ---- | ---------------------- |
| 1. uruguayská liga 1957   | -      | -    | Rampla Juniors         |
| 1. uruguayská liga 1958   | -      | -    | Rampla Juniors         |
| 1. uruguayská liga 1959   | -      | -    | Rampla Juniors         |
| 1. uruguayská liga 1960   | -      | -    | Rampla Juniors         |
| 1. argentinská liga 1961  | 22     | 6    | CA River Plate         |
| 1. uruguayská liga 1962   | 17     | 8    | Nacional Montevideo    |
| 1. uruguayská liga 1963   | 17     | 6    | Nacional Montevideo    |
| 1. uruguayská liga 1964   | 18     | 1    | Nacional Montevideo    |
| 1. uruguayská liga 1965   | 14     | 2    | Nacional Montevideo    |
| 1. uruguayská liga 1966   | 8      | 0    | Nacional Montevideo    |
| 1. uruguayská liga 1967   | -      | -    | Nacional Montevideo    |
| 1. uruguayská liga 1968   | 14     | 1    | Nacional Montevideo    |
| 1. uruguayská liga 1969   | -      | -    | River Plate Montevideo |
| 1. mexická liga 1970/1971 | -      | -    | Club Necaxa            |
| CELKEM                    | -      | -    |                        |